# ウォルター・チェットウィンド (初代チェットウィンド子爵)
初代チェットウィンド子爵ウォルター・チェットウィンド（英語: Walter Chetwynd, 1st Viscount Chetwynd、1678年6月3日洗礼 – 1736年2月21日）は、イギリスの政治家、アイルランド貴族。ホイッグ党所属。

## 生涯
ジョン・チェットウィンド（1643年頃 – 1702年12月9日）とルーシー・ローン（Lucy Roane、1738年2月28日没、ロバート・ローンの娘）の息子として生まれ、1678年6月3日に洗礼を受けた。1692年頃から1696年までウェストミンスター・スクールで教育を受けた後、1696年5月28日にオックスフォード大学クライスト・チャーチに入学した。
1702年12月の補欠選挙でスタッフォード選挙区から出馬して当選、翌年に国王私室財務官第4代フィッツハーディング子爵ジョン・バークリーの娘メアリーと結婚して、政界への大きな足掛かりを得た。1704年のタッカー（トーリー党における、便宜的国教徒禁止法案と金銭法案を一緒に議決することで、前者を通過させる動き）をめぐる法案では反対するものとされたが、ロバート・ハーレーは念のためチェットウィンドの義父フィッツハーディング子爵に説得を頼んだという。1705年イングランド総選挙で再選した後、政府を支持した見返りとしてジョージ・オブ・デンマークのバックハウンド管理長官の1人に任命され、1708年にジョージが死去すると翌年にアン女王のバックハウンド管理長官（1705年の任命と違い、複数名のうちの1人ではなく単独での任命）に任命された。1708年イギリス総選挙では無投票当選したが、1710年イギリス総選挙では弾劾裁判で名声を得たヘンリー・サシェヴェレル（チェットウィンドもサシェヴェレルの弾劾に賛成票を投じた）がスタッフォードシャーで選挙活動をしたため苦戦し、選挙申し立ての末1711年1月に議席を失った。さらに1711年6月までにバックハウンド管理長官の官職からも解任された。しかし、翌年にスタッフォード選挙区のトマス・フォーリー議員が叙爵され貴族院に移ると、その補欠選挙で当選して庶民院議員に返り咲き、1713年イギリス総選挙でも再選した。1714年、セント・ジェームズ・パーク管理人に任命された。
ジョージ1世の治世初期では第3代サンダーランド伯爵チャールズ・スペンサーを支持、その見返りとして1717年6月29日にアイルランド貴族であるダブリン県におけるラスダウン男爵とケリー県におけるベアヘイヴンのチェットウィンド子爵に叙された。この爵位は初代チェットウィンド子爵の男系男子が断絶した場合、父ジョンのほかの男系男子が継承できる特別残余権（special remainder）が指定されていた。
1719年から1720年にかけてロンドン保険会社（London Assurance Company、現RSAインシュアランス・グループの前身の1つ）という、当時は「チェットウィンドのバブル」（Chetwynd's Bubble）と呼ばれる会社の設立に関わり、その初代総裁も務めたが、その後は取締役を再選しなかった。南海泡沫事件において対価を支払わずに南海会社から株式を受け取ったことが露見したことが一因とされる。
1722年イギリス総選挙では再選に失敗したが、1724年末の補欠選挙に対する申し立てが成功したため1725年2月に議員に返り咲いた。申し立てでは当選したフランシス・エルド候補（Francis Elde）がチェットウィンドと合意して、エルドがチェットウィンドに1,500ギニーを支払い、その代償としてチェットウィンドは議席をエルドに譲ることが露見し、エルドは庶民院から追放されたが、チェットウィンドはダーリントン女伯爵とジョージ1世の愛人ケンダル女公爵との関係が良かったためロバート・ウォルポールが介入して事なきを得た。1727年にジョージ2世が即位するとウォルポールの政敵に味方してウォルポールにセント・ジェームズ・パーク管理人の官職を解任され、以降は二度と官職に就けず1734年イギリス総選挙にも立候補しなかった。
1736年2月21日にインゲストリで死去、弟ジョンが爵位を継承した。

## 家族
1703年5月27日、メアリー・バークリー（Mary Berkeley、1671年以前 – 1741年6月3日、第4代フィッツハーディング子爵ジョン・バークリーの娘）と結婚したが、2人の間に子供はいなかった。